# راکسانا اسکارلات
راکسانا اسکارلات (انگلیسی: Roxana Scarlat؛ زادهٔ ۳ ژانویهٔ ۱۹۷۵) شمشیرباز اهل رومانی است.